# Michel Lauzière
Pour les articles homonymes, voir Lauzière.
Michel Lauzière (né à Drummondville le 26 mars 1954) est un humoriste, fantaisiste, musicien, caricaturiste et performeur québécois.
Ex-membre du groupe les Foubrac avec Jean Roy dans les années 1970, il commence en 1989 une carrière solo. Depuis, il s'est produit dans plus de 45 pays présentant son spectacle en français, anglais, allemand, espagnol, italien et japonais. Il performe surtout dans l'art de présenter des musiques à l'aide d'outils n'étant pas prévus à cet effet. En 2005, il publie un petit livre comique de jeux de mots de son cru intitulé Dictionnaire inutile mais pratique.
Le 11 mai 2006, il présente, pour la toute première fois, à New York, une performance durant l'émission de David Letterman où il joue sur 284 bouteilles de vin de la SAQ L'air du toréador de Georges Bizet en patins à roues alignées sur lesquels étaient placés des bâtons rétractables (voir la vidéo).